# Burgfrieden
Burgfrieden é um termo alemão que se refere à trégua política entre o Partido Social-Democrata da Alemanha (SPD) e outros partidos políticos menores com o governo da Alemanha durante a Primeira Guerra Mundial. Os sindicatos — com a exceção da FVDG — deixaram de realizar greves, o SPD votou favoravelmente os créditos de guerra no Reichstag e, em geral, os partidos deixaram de fazer oposição ao governo. 
O SPD considerava uma obriga patriótica apoiar o governo durante a guerra, à vez que temiam a repressão do governo no caso de serem críticos. Ainda mais: temiam muito mais um sistema autocrático similar ao do czarismo que uma monarquia constitucional com o seu kaiser; e, ao tempo, graças à colaboração com o governo, esperava atingir algumas reformas como a abrogação do sistema de voto por classes sociais. 
O único membro do SPD que votou contra os créditos de guerra na segunda sessão foi Karl Liebknecht. Na terceira sessão, em 20 de março de 1915, Otto Rühle aderiu a ele. Com o avanço da guerra, o número de opositores dentro do SPD continuou crescendo, provocando algumas expulsões como as de Liebknecht, Rosa Luxemburg, Clara Zetkin e outros, que fundariam posteriormente a Liga Espartaquista, o Partido Social-Democrata da Alemanha (USPD) e o Partido Comunista da Alemanha (KPD).

## Outros artigos
- Partidos socialistas da Alemanha